# Бластуляция
Бластуля́ция (от др.-греч. blastós — «зародыш, росток») — заключительный этап процесса дробления яйца у многоклеточных, в течение которого происходит образование бластулы.
В период бластуляции поверхностные бластомеры образуют эпителиоподобный пласт, возникает центральная полость — бластоцель. Дробление клеток становится асинхронным, продолжительность митотического цикла возрастает за счёт удлинения интерфазы. Происходят изменения в структуре клеток: в интерфазных ядрах появляются ядрышки, усложняется структура митохондрий, образуются эндоплазматическая сеть и специализированные межклеточные контакты. В ядрах активизируется синтез информационной РНК, что обеспечивает переход к гаструляции.